# Touloni Ifjúsági Torna
A Touloni Ifjúsági Torna (franciául: Festival Espoirs de Toulon) egy ifjúsági nemzetközi labdarúgótorna a 21 éven aluli labdarúgók számára. Az első tornát 1967-ben rendezték klubcsapatok részvételével, majd pár év szünet után 1974-től kezdődően válogatottak kapnak meghívást. A mérkőzéseket Var megye területén játsszák, a döntőre Toulonban kerül sor.
A jelenlegi címvédő Franciaország, a legsikeresebb csapat 14 győzelemmel.

## Eddigi eredmények
| Év   | Csapatok száma                   |                                  | Döntő                            | Döntő                            | Döntő                                             |                                                   | Bronzmérkőzés                                     | Bronzmérkőzés                    | Bronzmérkőzés                    |
| Év   | Csapatok száma                   | Győztes                          | Eredmény                         | Döntős                           | 3. helyezett                                      | Eredmény                                          | 4. helyezett                                      |                                  |                                  |
| 1967 | 6                                | Anderlecht                       | 1–0                              | Slovan Bratislava                | Nem volt bronzmérkőzés                            | Nem volt bronzmérkőzés                            | Nem volt bronzmérkőzés                            |                                  |                                  |
| 1974 | 8                                | · Lengyelország                  | 1–1*                             | · Magyarország                   | · Csehszlovákia                                   | 3–2*                                              | · Brazília                                        |                                  |                                  |
| 1975 | 8                                | · Argentína                      | 1–0                              | · Franciaország                  | · Olaszország                                     | 2–0                                               | · Mexikó                                          |                                  |                                  |
| 1976 | 8                                | · Bulgária                       | 3–2                              | · Franciaország                  | · Mexikó                                          | 2-1                                               | · Portugália                                      |                                  |                                  |
| 1977 | 8                                | · Franciaország                  | 1–0                              | · Bulgária                       | · Hollandia                                       | 3–1                                               | · Magyarország                                    |                                  |                                  |
| 1978 | 8                                | · Magyarország                   | 4–3                              | · Franciaország                  | · Hollandia                                       | 2–1                                               | · Mexikó                                          |                                  |                                  |
| 1979 | 8                                | · Szovjetunió                    | 2–0                              | · Hollandia                      | · Magyarország                                    | 2–0                                               | · Franciaország                                   |                                  |                                  |
| 1980 | 8                                | · Brazília                       | 2–1                              | · Franciaország                  | · Csehszlovákia                                   | 1–1                                               | · Szovjetunió                                     |                                  |                                  |
| 1981 | 8                                | · Brazília                       | 2–0                              | · Csehszlovákia                  | · Szovjetunió                                     | 0–0                                               | · Franciaország                                   |                                  |                                  |
| 1982 | 8                                | · Jugoszlávia                    | 2–2                              | · Csehszlovákia                  | · Hollandia                                       | 1–1                                               | · NDK                                             |                                  |                                  |
| 1983 | 8                                | · Brazília                       | 1–1                              | · Argentína                      | · Franciaország                                   | 0–0 (4–3 b.u.)                                    | · NSZK                                            |                                  |                                  |
| 1984 | 8                                | · Franciaország                  | 1–1                              | · Szovjetunió                    | · Csehszlovákia                                   | 2–0                                               | · Hollandia                                       |                                  |                                  |
| 1985 | 8                                | · Franciaország                  | 3–1                              | · Anglia                         | · Spanyolország                                   | 1–0                                               | · Kamerun                                         |                                  |                                  |
| 1986 | 8                                | · Bulgária                       | 1–0                              | · Franciaország                  | · Szovjetunió                                     | 2–1                                               | · Portugália                                      |                                  |                                  |
| 1987 | 8                                | · Franciaország                  | 1–1                              | · Bulgária                       | · Brazília                                        | 1–0                                               | · Szovjetunió                                     |                                  |                                  |
| 1988 | 8                                | · Franciaország                  | 4–2                              | · Anglia                         | · Bulgária                                        | 1–1 (5–4 b.u.)                                    | · Szovjetunió                                     |                                  |                                  |
| 1989 | 8                                | · Franciaország                  | 3–0                              | · Bulgária                       | · Egyesült Államok                                | 2–0                                               | · Anglia                                          |                                  |                                  |
| 1990 | 8                                | · Anglia                         | 2–1                              | · Csehszlovákia                  | · Brazília                                        | 2–1                                               | · Portugália                                      |                                  |                                  |
| 1991 | 8                                | · Anglia                         | 1–0                              | · Franciaország                  | 1991 és 1997 között nem rendeztek bronzmérkőzést. | 1991 és 1997 között nem rendeztek bronzmérkőzést. | 1991 és 1997 között nem rendeztek bronzmérkőzést. |                                  |                                  |
| 1992 | 8                                | · Portugália                     | 2–1                              | · Jugoszlávia                    | 1991 és 1997 között nem rendeztek bronzmérkőzést. | 1991 és 1997 között nem rendeztek bronzmérkőzést. | 1991 és 1997 között nem rendeztek bronzmérkőzést. |                                  |                                  |
| 1993 | 8                                | · Anglia                         | 1–0                              | · Franciaország                  | 1991 és 1997 között nem rendeztek bronzmérkőzést. | 1991 és 1997 között nem rendeztek bronzmérkőzést. | 1991 és 1997 között nem rendeztek bronzmérkőzést. |                                  |                                  |
| 1994 | 8                                | · Anglia                         | 2–0                              | · Portugália                     | 1991 és 1997 között nem rendeztek bronzmérkőzést. | 1991 és 1997 között nem rendeztek bronzmérkőzést. | 1991 és 1997 között nem rendeztek bronzmérkőzést. |                                  |                                  |
| 1995 | 8                                | · Brazília                       | 1–0                              | · Franciaország                  | 1991 és 1997 között nem rendeztek bronzmérkőzést. | 1991 és 1997 között nem rendeztek bronzmérkőzést. | 1991 és 1997 között nem rendeztek bronzmérkőzést. |                                  |                                  |
| 1996 | 10                               | · Brazília                       | 1–1                              | · Franciaország                  | 1991 és 1997 között nem rendeztek bronzmérkőzést. | 1991 és 1997 között nem rendeztek bronzmérkőzést. | 1991 és 1997 között nem rendeztek bronzmérkőzést. |                                  |                                  |
| 1997 | 10                               | · Franciaország                  | 2–1                              | · Portugália                     | 1991 és 1997 között nem rendeztek bronzmérkőzést. | 1991 és 1997 között nem rendeztek bronzmérkőzést. | 1991 és 1997 között nem rendeztek bronzmérkőzést. |                                  |                                  |
| 1998 | 8                                | · Argentína                      | 2–0                              | · Franciaország                  | · Portugália                                      | 2–0                                               | · Kína                                            |                                  |                                  |
| 1999 | 8                                | · Kolumbia                       | 1–1 h.u. (6–5 b.u.)              | · Argentína                      | · Franciaország                                   | 3–2                                               | · Mexikó                                          |                                  |                                  |
| 2000 | 8                                | · Kolumbia                       | 1–1 ag. (3–1 b.u.)               | · Portugália                     | · Olaszország                                     | 1–0                                               | · Elefántcsontpart                                |                                  |                                  |
| 2001 | 8                                | · Portugália                     | 2–1                              | · Kolumbia                       | · Franciaország                                   | 2–0                                               | · Hollandia                                       |                                  |                                  |
| 2002 | 10                               | · Brazília                       | 2–0                              | · Olaszország                    | · Japán                                           | 0–0 (5–4 b.u.)                                    | · Anglia                                          |                                  |                                  |
| 2003 | 10                               | · Portugália                     | 3–1                              | · Olaszország                    | · Argentína                                       | 1–0                                               | · Mexikó                                          |                                  |                                  |
| 2004 | 8                                | · Franciaország                  | 1–0                              | · Svédország                     | · Kína                                            | 1–0                                               | · Brazília                                        |                                  |                                  |
| 2005 | 8                                | · Franciaország                  | 4–1                              | · Portugália                     | · Anglia                                          | 1–1 (3–2 b.u.)                                    | · Mexikó                                          |                                  |                                  |
| 2006 | 8                                | · Franciaország                  | 0–0 h.u. (5–3 b.u.)              | · Hollandia                      | · Portugália                                      | 1–0                                               | · Kína                                            |                                  |                                  |
| 2007 | 8                                | · Franciaország                  | 3–1                              | · Kína                           | · Elefántcsontpart                                | 0–0 h.u. (5–4 b.u.)                               | · Portugália                                      |                                  |                                  |
| 2008 | 8                                | · Olaszország                    | 1–0                              | · Chile                          | · Elefántcsontpart                                | 2–2 h.u. (4–3 b.u.)                               | · Japán                                           |                                  |                                  |
| 2009 | 8                                | · Chile                          | 1–0                              | · Franciaország                  | · Argentína                                       | 1–0                                               | · Hollandia                                       |                                  |                                  |
| 2010 | 8                                | · Elefántcsontpart               | 3–2                              | · Dánia                          | · Franciaország                                   | 2–1                                               | · Chile                                           |                                  |                                  |
| 2011 | 8                                | · Kolumbia                       | 1–1 h.u. (3–1 b.u.)              | · Franciaország                  | · Olaszország                                     | 1–1 (5–4 b.u.)                                    | · Mexikó                                          |                                  |                                  |
| 2012 | 8                                | · Mexikó                         | 3–0                              | · Törökország                    | · Hollandia                                       | 3–2                                               | · Franciaország                                   |                                  |                                  |
| 2013 | 10                               | · Brazília                       | 1–0                              | · Kolumbia                       | · Franciaország                                   | 2–1                                               | · Portugália                                      |                                  |                                  |
| 2014 | 10                               | · Brazília                       | 5–2                              | · Franciaország                  | · Portugália                                      | 1–0                                               | · Anglia                                          |                                  |                                  |
| 2015 | 10                               | · Franciaország                  | 3–1                              | · Marokkó                        | · Egyesült Államok                                | 2–1                                               | · Anglia                                          |                                  |                                  |
| 2016 | 10                               | · Anglia                         | 2–1                              | · Franciaország                  | · Portugália                                      | 1–1 (4–2 b.u.)                                    | · Csehország                                      |                                  |                                  |
| 2017 | 12                               | · Anglia                         | 1–1 (5–3 b.u.)                   | · Elefántcsontpart               | · Skócia                                          | 3–0                                               | · Csehország                                      |                                  |                                  |
| 2018 | 12                               | · Anglia                         | 2–1                              | · Mexikó                         | · Törökország                                     | 0–0 (5–3 b.u.)                                    | · Skócia                                          |                                  |                                  |
| 2019 | 12                               | · Brazília                       | 1–1 h.u. (5–4 b.u.)              | · Japán                          | · Mexikó                                          | 0–0 (4–3 b.u.)                                    | · Írország                                        |                                  |                                  |
| 2020 | Törölve a Covid19-pandémia miatt | Törölve a Covid19-pandémia miatt | Törölve a Covid19-pandémia miatt | Törölve a Covid19-pandémia miatt | Törölve a Covid19-pandémia miatt                  | Törölve a Covid19-pandémia miatt                  | Törölve a Covid19-pandémia miatt                  | Törölve a Covid19-pandémia miatt | Törölve a Covid19-pandémia miatt |
| 2021 | Törölve a Covid19-pandémia miatt | Törölve a Covid19-pandémia miatt | Törölve a Covid19-pandémia miatt | Törölve a Covid19-pandémia miatt | Törölve a Covid19-pandémia miatt                  | Törölve a Covid19-pandémia miatt                  | Törölve a Covid19-pandémia miatt                  | Törölve a Covid19-pandémia miatt | Törölve a Covid19-pandémia miatt |
| 2022 | 12                               |                                  | · Franciaország                  | 2–1                              | · Venezuela                                       |                                                   | · Mexikó                                          | 2–0                              | · Kolumbia                       |
| 2023 | 12                               | · Panama                         | 4–1                              | · Mexikó                         | · Ausztrália                                      | 2–0                                               | · Franciaország                                   |                                  |                                  |
| 2024 | 12                               | · Ukrajna                        | 2–2 h.u. (5–4 b.u.)              | · Elefántcsontpart               | · Olaszország                                     | 1–0                                               | · Franciaország                                   |                                  |                                  |
| 2025 | 12                               | · Franciaország                  | 3–1                              | · Szaúd-Arábia                   | · Dánia                                           | 2–1                                               | · Mexikó                                          |                                  |                                  |

## Összesített mérleg
| Csapat           | Győzelmek                                                                               | Ezüstérmek                                                                              | Harmadik helyezett               | Negyedik helyezett                           | Összesen |
| ---------------- | --------------------------------------------------------------------------------------- | --------------------------------------------------------------------------------------- | -------------------------------- | -------------------------------------------- | -------- |
| Franciaország    | 14 (1977, 1984, 1985, 1987, 1988, 1989, 1997, 2004, 2005, 2006, 2007, 2015, 2022, 2025) | 14 (1975, 1976, 1978, 1980, 1986, 1991, 1993, 1995, 1996, 1998, 2009, 2011, 2014, 2016) | 5 (1983, 1999, 2001, 2010, 2013) | 5 (1979, 1981, 2012, 2023, 2024)             | 38       |
| Brazília         | 9 (1980, 1981, 1983, 1995, 1996, 2002, 2013, 2014, 2019)                                |                                                                                         | 2 (1987, 1990)                   | 2 (1974, 2004)                               | 13       |
| Anglia           | 7 (1990, 1991, 1993, 1994, 2016, 2017, 2018)                                            | 2 (1985, 1988)                                                                          | 1 (2005)                         | 4 (1989, 2002, 2014, 2015)                   | 14       |
| Portugália       | 3 (1992, 2001, 2003)                                                                    | 4 (1994, 1997, 2000, 2005)                                                              | 4 (1998, 2006, 2014, 2016)       | 5 (1976, 1986, 1990, 2007, 2013)             | 16       |
| Kolumbia         | 3 (1999, 2000, 2011)                                                                    | 2 (2001, 2013)                                                                          |                                  | 1 (2022)                                     | 6        |
| Bulgária         | 2 (1976, 1986)                                                                          | 3 (1977, 1987, 1989)                                                                    | 1 (1988)                         |                                              | 6        |
| Argentína        | 2 (1975, 1998)                                                                          | 2 (1983, 1999)                                                                          | 2 (2003, 2009)                   |                                              | 6        |
| Magyarország     | 2 (1974*, 1978)                                                                         |                                                                                         | 1 (1979)                         | 1 (1977)                                     | 4        |
| Mexikó           | 1 (2012)                                                                                | 2 (2018, 2023)                                                                          | 3 (1976, 2019, 2022)             | 7 (1975, 1978, 1999, 2003, 2005, 2011, 2025) | 13       |
| Olaszország      | 1 (2008)                                                                                | 2 (2002, 2003)                                                                          | 3 (1975, 2000, 2011, 2024)       |                                              | 7        |
| Szovjetunió      | 1 (1979)                                                                                | 1 (1984)                                                                                | 2 (1981, 1986)                   | 3 (1980, 1987, 1988)                         | 7        |
| Elefántcsontpart | 1 (2010)                                                                                | 1 (2017, 2024)                                                                          | 2 (2007, 2008)                   | 1 (2000)                                     | 6        |
| Chile            | 1 (2009)                                                                                | 1 (2008)                                                                                |                                  | 1 (2010)                                     | 3        |
| Szerbia          | 1 (1982)                                                                                | 1 (1992)                                                                                |                                  |                                              | 2        |
| Lengyelország    | 1 (1974*)                                                                               |                                                                                         |                                  |                                              | 1        |
| Belgium          | 1 (1967)                                                                                |                                                                                         |                                  |                                              | 1        |
| Panama           | 1 (2023)                                                                                |                                                                                         |                                  |                                              | 1        |
| Ukrajna          | 1 (2024)                                                                                |                                                                                         |                                  |                                              | 1        |
| Csehország       |                                                                                         | 4 (1967, 1981, 1982, 1990)                                                              | 3 (1974, 1980, 1984)             | 2 (2016, 2017)                               | 9        |
| Hollandia        |                                                                                         | 2 (1979, 2006)                                                                          | 4 (1977, 1978, 1982, 2012)       | 3 (1984, 2001, 2009)                         | 9        |
| Kína             |                                                                                         | 1 (2007)                                                                                | 1 (2004)                         | 2 (1998, 2006)                               | 4        |
| Japán            |                                                                                         | 1 (2019)                                                                                | 1 (2002)                         | 1 (2008)                                     | 3        |
| Törökország      |                                                                                         | 1 (2012)                                                                                | 1 (2018)                         |                                              | 2        |
| Dánia            |                                                                                         | 1 (2010)                                                                                | 1 (2025)                         |                                              | 2        |
| Svédország       |                                                                                         | 1 (2004)                                                                                |                                  |                                              | 1        |
| Marokkó          |                                                                                         | 1 (2015)                                                                                |                                  |                                              | 1        |
| Venezuela        |                                                                                         | 1 (2022)                                                                                |                                  |                                              | 1        |
| Szaúd-Arábia     |                                                                                         | 1 (2025)                                                                                |                                  |                                              | 1        |
| Egyesült Államok |                                                                                         |                                                                                         | 2 (1989, 2015)                   |                                              | 2        |
| Skócia           |                                                                                         |                                                                                         | 1 (2017)                         | 1 (2018)                                     | 2        |
| Spanyolország    |                                                                                         |                                                                                         | 1 (1985)                         |                                              | 1        |
| Ausztrália       |                                                                                         |                                                                                         | 1 (2023)                         |                                              | 1        |
| Németország      |                                                                                         |                                                                                         |                                  | 2 (1982, 1983)                               | 2        |
| Kamerun          |                                                                                         |                                                                                         |                                  | 1 (1985)                                     | 1        |
| Írország         |                                                                                         |                                                                                         |                                  | 1 (2019)                                     | 1        |

1. ↑  Jugoszláviát beleértve
2. ↑  Csehszlovákiát beleértve
3. ↑  Nyugat-, és Kelet-Németországot beleértve